# 김지민 (프로게이머)
김지민(2002년 4월 18일 ~ )은 대한민국의 전직 카트라이더 프로게이머로 아이디는 JiMin을 사용했다.

## 선수 시절

### 크레이지레이싱 카트라이더
2019년 1월, 무소속으로 활동하면서 커리어를 시작했다. 2019-1시즌 개인전 18위를 기록했다.
2019년 7월, PATHOS 소속으로 활동한다. 2019-2시즌 팀전 7위를 기록했다.
2019년 12월, WHEELZ 소속으로 활동한다. 2020-1시즌 팀전 5위, 개인전 26위를 기록했다.
2020년 6월 1일, GC 부산 E-STATS에 입단했다. 2020-2시즌 팀전 5위, 개인전 5위를 기록했다. 
2021시즌을 앞두고 E-STATS e스포츠와 재계약을 체결했다. 2021-1시즌 팀전 6위, 개인전 6위를 기록했다. 이후 팀이 해체되었다.
2021년 6월 1일, 블레이즈에 입단했다. 2021-2시즌 팀전 준우승, 개인전 7위를 달성했다. 2021수퍼컵 팀전 우승, 개인전 8위를 달성했다.
2022시즌을 앞두고 블레이즈와 재계약을 체결했다. 2022-1시즌 팀전 우승을 달성했다. 이후 팀에서 퇴단했다.
2022년 11월, On-Off 소속으로 활동한다. 2022수퍼컵 팀전 5위를 기록했다.

### 카트라이더: 드리프트
2023년 1월 9일, 리브 샌드박스에 입단했다. 프리시즌1 팀전 준우승, 개인전 4위를 달성했다. 프리시즌2 팀전 준우승, 개인전 8위를 달성했다. 2023시즌 팀전 준우승, 개인전 7위를 기록했다. 이후 팀이 해체되었다.

## 소속팀
| # | 팀명            | 소속 기간                 | 소속 리그 | 비고 |
| - | --------------- | ------------------------- | --------- | ---- |
| 1 | PATHOS          | 2019.07.27. ~ 2019.11.09. | KRL       |      |
| 2 | WHEELZ          | 2019.12.14. ~ 2020.05.23. | KRL       |      |
| 3 | GC 부산 E-STATS | 2020.06.01. ~ 2021.05.19. | KRL       |      |
| 4 | 블레이즈        | 2021.06.01. ~ 2022.05.29. | KRL       |      |
| 5 | On-Off          | 2022.11.05. ~ 2022.12.17. | KRL       |      |
| 6 | 리브 샌드박스   | 2023.01.09. ~ 2023.12.09. | KDL       |      |

## 수상 내역

### 크레이지레이싱 카트라이더
공식 대회 우승 2회, 준우승 1회
- 2021 신한은행 헤이영 카트라이더 리그 시즌 2 팀전 준우승
- 2021 신한은행 헤이영 카트라이더 리그 수퍼컵 팀전 우승 (블레이즈)
- 2022 신한은행 헤이영 카트라이더 리그 시즌 1 팀전 우승 (블레이즈)

### 카트라이더: 드리프트
공식 대회 준우승 1회
- 카트라이더: 드리프트 리그 프리시즌 1 팀전 준우승
- 카트라이더: 드리프트 리그 프리시즌 2 팀전 준우승
- 2023 대전 레이싱 챌린지 준우승
- 2023 카트라이더: 드리프트 리그 팀전 준우승